# I liga urugwajska w piłce nożnej (1947)
- Mistrz Urugwaju 1947: Club Nacional de Football
- Wicemistrz Urugwaju 1947: Trzy kluby: CA Peñarol, Defensor Sporting i Rampla Juniors uzyskały jednakową liczbę punktów. Z tego powodu zarządzono mecze barażowe, których nie dokończono, w związku z czym każdy z tych trzech klubów ma prawo do tytułu wicemistrza Urugwaju.
- Spadek do drugiej ligi: Miramar Montevideo
- Awans z drugiej ligi: Danubio FC

Mistrzostwa Urugwaju w roku 1947 były mistrzostwami rozgrywanymi według systemu, w którym wszystkie kluby rozgrywały ze sobą mecze każdy z każdym u siebie i na wyjeździe, a o tytule mistrza i dalszej kolejności decydowała końcowa tabela.

## Primera División

### Kolejka 1
| Mecz                                                 |
| ---------------------------------------------------- |
| Club Nacional de Football – Liverpool Montevideo 5:1 |
| Montevideo Wanderers – CA Peñarol 3:1                |
| Rampla Juniors – Central Montevideo 3:2              |
| River Plate Montevideo – CA Cerro 2:2                |
| Defensor Sporting – Miramar Montevideo 1:0           |

### Kolejka 2
| Mecz                                              |
| ------------------------------------------------- |
| CA Peñarol – Central Montevideo 3:2               |
| Rampla Juniors – Club Nacional de Football 1:1    |
| Liverpool Montevideo – Defensor Sporting 2:1      |
| River Plate Montevideo – Montevideo Wanderers 1:0 |
| Miramar Montevideo – CA Cerro 3:3                 |

### Kolejka 3
| Mecz                                               |
| -------------------------------------------------- |
| Club Nacional de Football – Miramar Montevideo 4:0 |
| Defensor Sporting – CA Peñarol 2:1                 |
| CA Cerro – Central Montevideo 2:1                  |
| Liverpool Montevideo – Montevideo Wanderers 3:2    |
| River Plate Montevideo – Rampla Juniors 1:1        |

### Kolejka 4
| Mecz                                                   |
| ------------------------------------------------------ |
| CA Peñarol – CA Cerro 3:0                              |
| Montevideo Wanderers – Defensor Sporting 3:1           |
| Rampla Juniors – Miramar Montevideo 5:1                |
| Central Montevideo – Liverpool Montevideo 2:1          |
| Club Nacional de Football – River Plate Montevideo 0:0 |

### Kolejka 5
| Mecz                                              |
| ------------------------------------------------- |
| River Plate Montevideo – Central Montevideo 5:3   |
| CA Cerro – Liverpool Montevideo 3:0               |
| CA Peñarol – Miramar Montevideo 2:0               |
| Rampla Juniors – Montevideo Wanderers 4:1         |
| Defensor Sporting – Club Nacional de Football 3:2 |

### Kolejka 6
| Mecz                                          |
| --------------------------------------------- |
| CA Peñarol – River Plate Montevideo 0:0       |
| Club Nacional de Football – CA Cerro 3:1      |
| Central Montevideo – Montevideo Wanderers 4:1 |
| Liverpool Montevideo – Miramar Montevideo 2:0 |
| Defensor Sporting – Rampla Juniors 1:0        |

### Kolejka 7
| Mecz                                                 |
| ---------------------------------------------------- |
| Montevideo Wanderers – Club Nacional de Football 1:0 |
| Defensor Sporting – Central Montevideo 4:2           |
| Miramar Montevideo – River Plate Montevideo 2:1      |
| Liverpool Montevideo – CA Peñarol 1:0                |
| CA Cerro – Rampla Juniors 1:1                        |

### Kolejka 8
| Mecz                                           |
| ---------------------------------------------- |
| Defensor Sporting – River Plate Montevideo 0:0 |
| Montevideo Wanderers – CA Cerro 2:2            |
| Miramar Montevideo – Central Montevideo 1:2    |
| CA Peñarol – Club Nacional de Football 0:1     |
| Rampla Juniors – Liverpool Montevideo 2:1      |

### Kolejka 9
| Mecz                                               |
| -------------------------------------------------- |
| CA Peñarol – Rampla Juniors 0:1                    |
| Central Montevideo – Club Nacional de Football 1:3 |
| Defensor Sporting – CA Cerro 4:2                   |
| Liverpool Montevideo – River Plate Montevideo 2:0  |
| Montevideo Wanderers – Miramar Montevideo 2:2      |

### Kolejka 10
| Mecz                                                 |
| ---------------------------------------------------- |
| Club Nacional de Football – Liverpool Montevideo 1:1 |
| CA Peñarol – Montevideo Wanderers 1:0                |
| Central Montevideo – Rampla Juniors 3:1              |
| River Plate Montevideo – CA Cerro 2:1                |
| Defensor Sporting – Miramar Montevideo 5:1           |

### Kolejka 11
| Mecz                                              |
| ------------------------------------------------- |
| CA Peñarol – Central Montevideo 6:2               |
| Club Nacional de Football – Rampla Juniors 5:1    |
| Defensor Sporting – Liverpool Montevideo 3:2      |
| River Plate Montevideo – Montevideo Wanderers 1:1 |
| CA Cerro – Miramar Montevideo 6:1                 |

### Kolejka 12
| Mecz                                               |
| -------------------------------------------------- |
| Club Nacional de Football – Miramar Montevideo 0:0 |
| CA Peñarol – Defensor Sporting 4:3                 |
| Central Montevideo – CA Cerro 2:0                  |
| Liverpool Montevideo – Montevideo Wanderers 3:2    |
| River Plate Montevideo – Rampla Juniors 3:0        |

### Kolejka 13
| Mecz                                                   |
| ------------------------------------------------------ |
| CA Peñarol – CA Cerro 7:0                              |
| Montevideo Wanderers – Defensor Sporting 1:0           |
| Rampla Juniors – Miramar Montevideo 3:0                |
| Liverpool Montevideo – Central Montevideo 3:2          |
| Club Nacional de Football – River Plate Montevideo 2:0 |

### Kolejka 14
| Mecz                                              |
| ------------------------------------------------- |
| Central Montevideo – River Plate Montevideo 1:0   |
| Liverpool Montevideo – CA Cerro 4:1               |
| CA Peñarol – Miramar Montevideo 5:2               |
| Rampla Juniors – Montevideo Wanderers 5:1         |
| Club Nacional de Football – Defensor Sporting 2:0 |

### Kolejka 15
| Mecz                                          |
| --------------------------------------------- |
| CA Peñarol – River Plate Montevideo 2:2       |
| Club Nacional de Football – CA Cerro 5:0      |
| Central Montevideo – Montevideo Wanderers 2:2 |
| Liverpool Montevideo – Miramar Montevideo 1:1 |
| Defensor Sporting – Rampla Juniors 2:1        |

### Kolejka 16
| Mecz                                                 |
| ---------------------------------------------------- |
| Club Nacional de Football – Montevideo Wanderers 4:1 |
| Defensor Sporting – Central Montevideo 1:1           |
| River Plate Montevideo – Miramar Montevideo 1:0      |
| Rampla Juniors – CA Cerro 1:0                        |
| CA Peñarol – Liverpool Montevideo 3:2                |

### Kolejka 17
| Mecz                                           |
| ---------------------------------------------- |
| Defensor Sporting – River Plate Montevideo 1:1 |
| CA Cerro – Montevideo Wanderers 1:0            |
| Miramar Montevideo – Central Montevideo 4:2    |
| Club Nacional de Football – CA Peñarol 2:2     |
| Liverpool Montevideo – Rampla Juniors 3:2      |

### Kolejka 18
| Mecz                                               |
| -------------------------------------------------- |
| Rampla Juniors – CA Peñarol 3:1                    |
| River Plate Montevideo – Liverpool Montevideo 5:1  |
| Miramar Montevideo – Montevideo Wanderers 1:1      |
| Club Nacional de Football – Central Montevideo 4:2 |
| CA Cerro – Defensor Sporting 3:1                   |

### Końcowa tabela sezonu 1947
| Poz | Klub                      | Mecze | Zw | Rem | Por | Pkt | BrZd | BrStr |
| --- | ------------------------- | ----- | -- | --- | --- | --- | ---- | ----- |
| 1   | Club Nacional de Football | 18    | 11 | 5   | 2   | 27  | 44   | 15    |
| 2   | CA Peñarol                | 18    | 9  | 3   | 6   | 21  | 41   | 26    |
| 3   | Rampla Juniors            | 18    | 9  | 3   | 6   | 21  | 35   | 27    |
| 4   | Defensor Sporting         | 18    | 9  | 3   | 6   | 21  | 33   | 28    |
| 5   | River Plate Montevideo    | 18    | 6  | 8   | 4   | 20  | 25   | 19    |
| 6   | Liverpool Montevideo      | 18    | 9  | 2   | 7   | 20  | 33   | 35    |
| 7   | Central Montevideo        | 18    | 6  | 2   | 10  | 14  | 36   | 44    |
| 8   | CA Cerro                  | 18    | 5  | 4   | 9   | 14  | 28   | 42    |
| 9   | Montevideo Wanderers      | 18    | 4  | 5   | 9   | 13  | 24   | 36    |
| 10  | Miramar Montevideo        | 18    | 2  | 5   | 11  | 9   | 19   | 46    |

Ze względu na równą liczbę punktów rozegrano mecze barażowe o tytuł wicemistrza Urugwaju.
| Mecz                                                   |
| ------------------------------------------------------ |
| Defensor Sporting – CA Peñarol 3:1                     |
| CA Peñarol – Rampla Juniors 2:1                        |
| Defensor Sporting – Rampla Juniors meczu nie rozegrano |

Rozgrywki barażowe nie zostały dokończone i nie wyłoniono wicemistrza kraju, co oznaczało, że do tytułu tego miały prawo w 1947 roku trzy kluby.

### Klasyfikacja strzelców bramek
| Gole | Piłkarz        | Klub       |
| ---- | -------------- | ---------- |
| 17   | Nicolás Falero | CA Peñarol |